# Lý Xương Linh
Lý Xương Linh (giản thể: 李昌龄; phồn thể: 李昌齡; bính âm: Lǐ Chānglíng, 937—1008) một Đạo gia sống vào thời Bắc Tống (1127-1279), tại Trung Quốc. Quê ông ở Giáp Giang thuộc Hán Gia (nay là Giáp Giang thuộc Tứ Xuyên) vì thế ông còn biệt hiệu là Giáp Giang Ẩn Giả (người ẩn dật ở Giáp Giang). Ông chú giải Thái Thượng Cảm Ứng Thiên thành 30 quyển, nhằm tuyên dương lý lẽ thiên nhân cảm ứng, khuyến thiện và trừng ác. Kinh hấp thụ tư tưởng và luân lý Nho gia. Các điều thiện trong kinh liệt kê thành 26 loại, các điều ác 170 loại. Kinh rất có ảnh hưởng đến hậu thế và được đưa vào Đạo Tạng.